# Inriville
Inriville es una localidad situada en el departamento Marcos Juárez, provincia de Córdoba, Argentina. Capital de la siembra directa. 
Tiene 3743 habitantes (Indec, 2022) y se encuentra ubicada sobre la Ruta Provincial 6 (Córdoba), a 290 km de la Ciudad de Córdoba.
El área urbana es de 287 ha y está estructurada en damero.

## Historia
- 1890 Inri Jesús Araya dona tierras al FCA, y el poblado que surge lo llama "Villa Inri", y por deseo del fundador pasa a Inriville.
- 21 de mayo de 1910, por ley provincial se crea la localidad.
- 11 de octubre de 1910 se habilita la "Estación de Ferrocarril Inriville".
- 1911, llega el correo.
- 1928, primer intendente Dr. Raúl A. Figueroa.
- 21 de mayo de 2010, festejo del centenario.

### Puente sobre el Carcarañá
Un símbolo característico del pueblo, su "Puente de Hierro" que cruzaba el río Carcarañá desde 1935, fue arrasado por la corriente el 18 de abril de 2001 después de haberse caído con el paso de un camión con carga excesiva. El gobernador José Manuel de la Sota inauguró el 16 de abril de 2006 un nuevo puente.

## Economía
Las principales actividades son la agricultura y la ganadería. Las tareas de siembra y cosecha se cumplen con técnicas modernas y se emplean maquinarias de siembra directa para la siembra y la recolección.
El sector industrial tiene una estrecha relación con el campo, se destacan los establecimientos dedicados a la fabricación de productos metálicos, de maquinarias y de equipos.

## Fauna
En esta región es numerosa la fauna como zorro gris, comadreja, zorrino, liebre europea, peludo, puma, mulita que habitan en cuevas que cavan en la tierra. 

### Aves
Perdiz, hornero, lechuza, tero Vanellus chilensis. En lagunas: flamenco, garza mora, chorlito, patos y especies primitivas de otros pueblos.

## Parroquia de la Iglesia católica en Inriville
| Diócesis  | Villa María               |
| --------- | ------------------------- |
| Parroquia | Nuestra Señora del Carmen |